# Drusenfluh
Drusenfluh to szczyt w paśmie Rätikon w Alpach Retyckich. Leży na granicy między Austrią (Vorarlberg) i Szwajcarią (Gryzonia). W pobliżu szczytu znajdują się schroniska Lindauer i Carschina. Najbliższe szczyty to Drei Türme, Sulzfluh i Geissspitze. Najbliżej położona miejscowość to Partnun, po stronie szwajcarskiej.

## Galeria

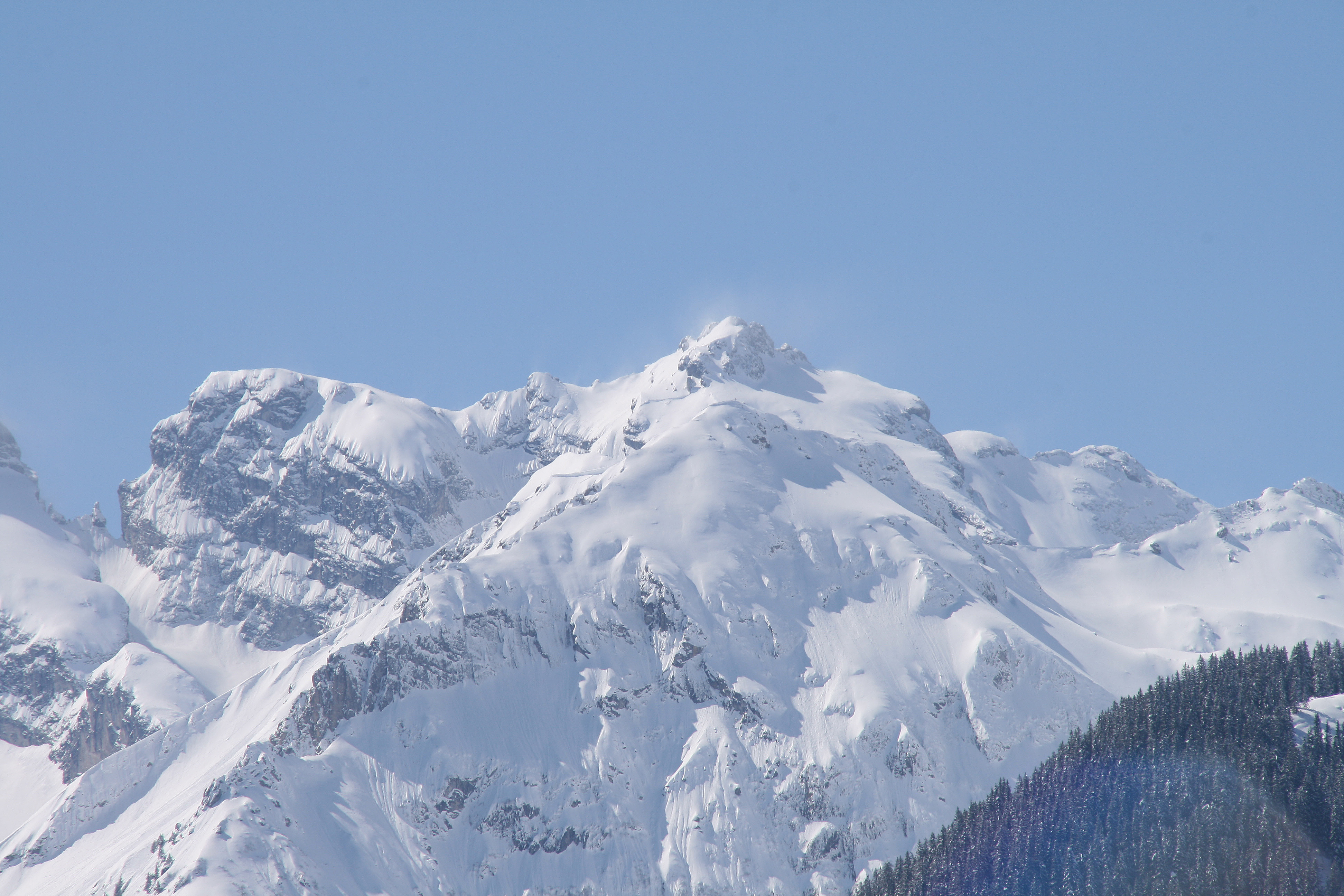
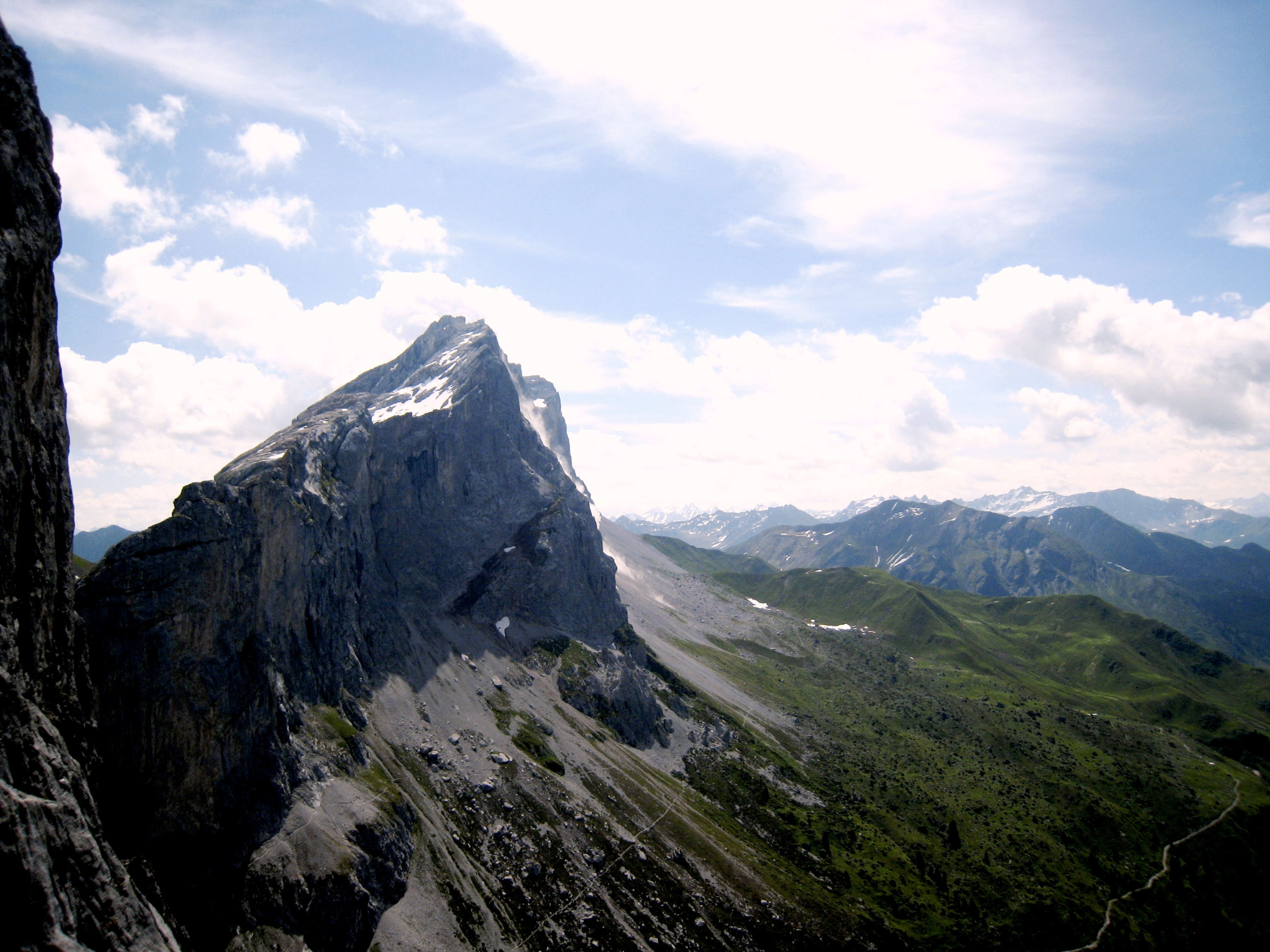